# Speleomantes flavus
Speleomantes flavus е вид земноводно от семейство Безбелодробни саламандри (Plethodontidae). Видът е уязвим и сериозно застрашен от изчезване.

## Разпространение и местообитание
Разпространен е в Италия.
Обитава гористи местности, планини, възвишения, хълмове и пещери в райони с умерен климат.

## Описание
Популацията на вида е стабилна.